# David Wettrenius
David Wettrenius, född 21 november 1688 i Frinnaryds församling, Jönköpings län, död 13 februari 1744 i Torpa församling, Östergötlands län, var en svensk präst.

## Biografi
David Wettrenius föddes 1688 i Frinnaryds församling. Han var son till kyrkoherden Emundus Wettrenius och Anna Ekerman i Höreda församling. Wettrenius blev 1709 student vid Uppsala universitet och promoverades 1719 till filosofie magister. Han prästvigdes 29 mars 1718 och blev pastorsadjunkt i Linköpings församling. Den 17 augusti 1727 blev han kyrkoherde i Torpa församling, tillträdde 1728. Han avled 1744 i Torpa församling.

## Familj
Wettrenius gifte sig 16 januari 1722 med Apollonia Loefgreen (1704–1737). Hon var dotter till kyrkoherden Petrus Loefgreen och Maria Lithmang i Torpa församling.